# Xanthoparmelia braziliensis
Xanthoparmelia braziliensis är en lavart som beskrevs av T. H. Nash & Elix. Xanthoparmelia braziliensis ingår i släktet Xanthoparmelia och familjen Parmeliaceae.   Inga underarter finns listade i Catalogue of Life.